# Biwasjön

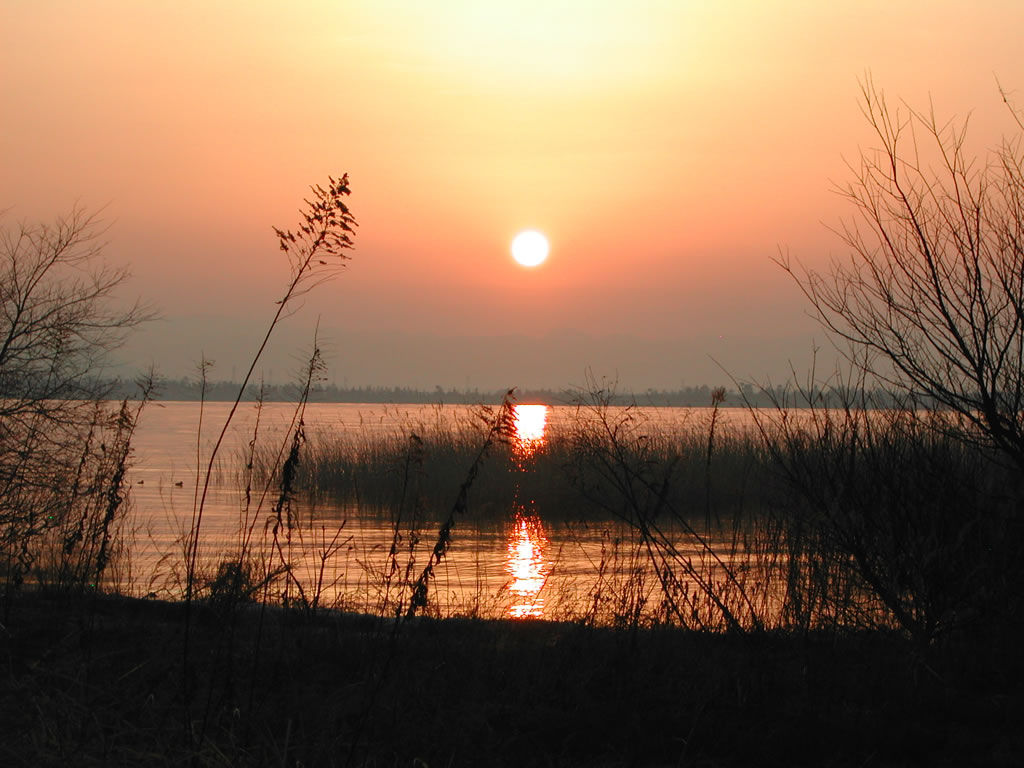
Soluppgång över Biwasjön

Biwasjön (琵琶湖 Biwako?) är Japans största insjö, med en area på 670,49 km². Sjön ligger i Shiga prefektur på ön Honshu. Den är en av världens äldsta sjöar och är en viktig färskvattenkälla för Kinkiregionen. Biwasjön är Japans viktigaste sjö för sötvattenfiske. Sjön har en midja som naturligt delar upp den i en nordlig huvudbassäng som är djup (medeldjup 43 m) och en sydlig bassäng som är mycket grund (medeldjup 4 m). Denna midja är 1,3 km bred, och över den finns en bro för vägtrafik.

## Endemiska arter
I sjön lever flera endemiska djurarter där sjöns namn ingår i det vetenskapliga namnet, bland annat fiskarna Sarcocheilichthys biwaensis och Silurus biwaensis, blötdjur av släktet Biwamelania, insekter som Apatania biwaensis samt kräftdjur som Daphnia biwaensis och Kamaka biwae.